# Замок женщин
«Замок женщин» (нем. Das Frauenhaus; другие названия — «Женская обитель», «Голубая Рита») — софткоровый триллер 1977-го года режиссёра Хесуса Франко.

## Сюжет
В Париже работает стриптиз клуб «Голубая Рита», сотрудницы которой являются исключительно лесбиянками. Стриптизёрши тайно сотрудничают со спецслужбами, по наставлению которых похищают мужчин и держат их в клетке. Здесь лесбиянки поливают мужчин какой-то жидкостью, которая вызывает у них непреодолимое сексуальное влечение.

## В ролях
- Памела Стэнфорд — Джина
- Дагмар Бюргер
- Мартина Флети — Голубая Рита
- Эстер Мосер — одна из девушек Риты
- Оливье Матот — Себаски
- Эрик Фальк — Янош Лассар

## Другие названия фильма
- Blue Rita (Европа)
- Le cabaret des filles perverses (Франция)